# Drug Rescue
Unter Drug Rescue versteht man eine Management-Strategie in der Chemie-Wirtschaft, bei der die in der Vergangenheit aufgegebene Entwicklung eines Wirkstoffs wiederaufgegriffen und als Ressource für das Forschung und Entwicklungs-Management verwendet wird.
Ziel der Drug Rescue ist es, finanzielle Ressourcen zu sparen, Effizienz und Kostenrentabilität zu erhöhen, sowie Patentlaufzeiten zu verlängern. Arzneimittelentwicklungen, denen zunächst großes Potential zugeschrieben wurde, ihr pharmazeutischen und wirtschaftliches Potential aber nicht ausschöpfen konnten, werden Entwicklungschancen zugesprochen, da inzwischen Techniken zur Effizienzsteigerung zur Verfügung stehen könnten.